# Étranges étrangers
 (mai 2017).
Si vous disposez d'ouvrages ou d'articles de référence ou si vous connaissez des sites web de qualité traitant du thème abordé ici, merci de compléter l'article en donnant les références utiles à sa vérifiabilité et en les liant à la section « Notes et références ».
Étranges étrangers est un poème de Jacques Prévert écrit en 1951 et paru en 1955 dans le recueil Grand bal du printemps aux éditions Gallimard.

## Analyse
À côté d'une poésie plus fantaisiste, voire cocasse, Jacques Prévert a publié des poèmes où les problèmes politiques et sociaux dont il fut le témoin sont abordés sur un ton plus grave. C'est le cas d' "Étranges étrangers" qui évoque le cas des immigrés, ces déracinés qui vivent en France. 

### Une liste "à la Prévert"
Selon un procédé d'énumération dont Prévert finira par devenir l'emblème, le poème est d'abord une liste de noms : "Kabyles, hommes, cobayes, soleils, Boumians, Apatrides, brûleurs, etc".

#### La "ville monde"
Les noms propres renvoient aux origines géographiques des immigrés : "Kabyles, Boumians, Tunisiens, Polacks". Elles sont complétées par la mention de plusieurs noms propres de pays, de villes : "Cordoue, Sénégal, Baléares, Barcelone" et par un adjectif qualificatif : "indochinois". Ainsi, Prévert nous rappelle combien est diverse la provenance de ces immigrés arrivés en France et combien Paris est une ville cosmopolite, une "ville monde" comme l'écriraient les géographes. 

#### Toute la misère du monde
Quant aux noms communs, ils font surtout référence aux activités exercées par les immigrés : "musiciens, brûleurs, ébouillanteurs, manœuvres, cordonniers, soutiers, pêcheurs, jongleurs". Là encore, le procédé de l'énumération vise à insister sur la diversité, la profusion des métiers de ces hommes et de ces femmes venus d'ailleurs. À côté des amuseurs publics payés d'oboles : musiciens, jongleurs, les immigrés sont surtout cantonnés à des métiers pénibles et peu valorisants car mal considérés dans la société des années 50. Ils sont une main d’œuvre bon marché dont a besoin un pays en pleine reconstruction après la deuxième guerre mondiale, une main d’œuvre dont on abuse. Le jeu verbal, marque de fabrique de Prévert, "embauchés débauchés", condense dans cette premiere formule frappante ce que sont ces immigrés économiques menacés à tout moment d'être renvoyés s'ils n'obéissent pas assez bien; et se poursuit en une seconde formule : "manœuvres désœuvrés" où l'immigré condamné aux travaux de force est abattu, désemparé, fatigué, envahi par l'ennui et la lassitude.

#### Un monde familier
Cette liste fait défiler toute une foule vivante, bigarrée, variée, véritable mosaïque de populations, qui repousse l'idée d'une population parisienne homogène. D'ailleurs, les compléments du nom : "de la Chapelle, des quais de Javel, de la porte d'Italie, de Saint-Ouen, d'Aubervilliers, de Grenelle, du Marais, du Temple, des Rosiers" ancrent ces immigrés dans la géographie parisienne. La préposition "de" est ici bien plus forte que si Prévert avait choisi de simples compléments circonstanciels : Kabyles à la Chapelle, Tunisiens à Grenelle, Polack dans le Marais, etc. Les "étranges étrangers" ne sont en définitive pas si étrangers que cela. Ils sont même partie intégrante du territoire de la France : "Vous êtes de la ville".

### Splendeur et misères de la France
Et l'étrangeté de ces étrangers ne s'arrête pas là. Prévert ne tombe pas dans le piège de la caricature. Si les étrangers ne le sont pas tant que ça, la France n'est pas non plus qu'une terre d'accueil.

#### Une terre d'accueil
Certes, les "hommes des pays loin" que le poète mentionne retrouvent en France une patrie : les "Apatrides d'Aubervilliers" ont à nouveau un pays. Ceux qui fuient le Franquisme, les "déportés de (...) Navarre", de l'autre côté des Pyrénées, "pour avoir défendu (...) la liberté des autres" se réfugient en France et y trouve un asile politique. 

#### Une terre d'écueil
Néanmoins, "la prise de la Bastille", symbole de l'oppression d'Ancien Régime, symbole de la liberté reconquise, est associée dans le poème au sort des Tirailleurs sénégalais qui restent les "Esclaves noirs de Fréjus". Ces tirailleurs sont "tiraillés", tirés de ça et de là, comme des marionnettes de chiffon et parqués" comme des bêtes dans des "locaux disciplinaires" à Fréjus. Et s'ils défilent pour les célébrations du "quatorze juillet", ce n'est que sous les ordres. Quelle ironie de la part du poète que cette liberté chérie "fêté(e) au pas cadencé'! La charge est féroce. L'image de ces Africains enfermés dans une sordide caserne de bord de mer "évoqu(ant)" à l'aide d' "une vieille boîte à cigares/ et quelques bouts de fils de fer" leur ancienne liberté, leur vie perdue est d'ailleurs particulièrement poignante. On songe à "la négresse" de Baudelaire, dans "le Cygne" des Fleurs du mal, " amaigrie et phtisique,/Piétinant dans la boue, et cherchant, l’œil hagard,/Les cocotiers absents de la superbe Afrique/Derrière la muraille immense du brouillard".

#### Une terre d'effroi
Prévert n'oublie pas que la France de son époque est un empire colonial qui mène des guerres. Les "hommes des pays loin" sont dès le troisième vers qualifiés de "cobayes des colonies", c'est-à-dire qu'ils sont considérés comme de petits animaux dont la vie ne vaut pas grand chose. Prévert va même plus loin dans l'horreur et très explicitement, dans l'avant dernière strophe, dénonce les atrocités françaises commises en Indochine. La France tue là-bas ses propres "Enfants", dénomination ironique, et les plonge "le visage dans la terre". Elle lance des "bombes incendiaires" et des "couteaux dans le dos" de ces "enfants trop tôt grandis"! La France est une Médée infanticide, une nation lâche qui tire "dans le dos". La France est accusée d'assassiner l' "innocen(ce)", la beauté des "jolis dragons d'or faits de papier plié".  

### Conclusion
Étranges étrangers surprendra ceux qui ont de Prévert l'image adoucie des petites classes. S'ils retrouvent là le goût de l'énumération et du jeu verbal qui a sans doute été trop peu relevé dans ce commentaire, ils découvriront aussi un poème de dénonciation féroce du sort réservé dans la France d’après-guerre à ses "étrangers".
Il nous rappelle d'abord que ces "étrangers" ne sont pas si "étranges", au sens étymologique, d'extraneus, "qui n'est pas d'ici". Ils sont en France et à Paris en particulier, chez eux : "Kabyles de la Chapelle". 
Il nous confronte ensuite à cette France "étrange", en quelque sorte hors d'elle-même, fondée sur les décombres de la Bastille et emprisonnant, tuant ses colonisés africains ou indochinois.